# Thomas Crewe (arbitre)
Thomas Crewe est un ancien arbitre anglais de football, affilié à Leicester. Il fut arbitre international de 1927 à 1934.

## Carrière
Il a officié dans une compétition majeure :
- Coupe d'Angleterre de football 1929-1930 (finale)

## Liense externes
- Ressources relatives au sport :   - Eu-football
  - Leballonrond (arbitres)
  - Mondefootball (arbitres)
  - Transfermarkt (arbitres)
  - World Referee